# Јерменска уметност
Јерменска уметност је уметничка продукција народа Јермена и уметност на подручју државе Јерменије и јерменске дијаспоре.

## Праисторијска и античка уметност
На подручју данашње Јерменије и Грузије је настало много оригиналних уметничких дела која имају одлике народа који су дуго времена владали овим подручјем – Персијанцима и Римљанима, пропраћена византијском уметношћу koiné из 5. века.

## Стара јерменска уметност
Јермени су били први народ који је хришћанство прогласило за државну религију (током 3. века), чак пре Римског царства, након чега је уследило дуго богато и сретно раздобље до монголске окупације у 13. веку. У то време је настало много оригиналних грађевина једне архитектуре. Локација се независно развија, посебно око 10. века.
Захваљујући напредној грађевинској техници, посебно употреби бетона за подизање купола и сводова подупртих каменим зидовима, настали су многи значајни споменици који су успели да преживе чак и земљотресе и ратна разарања. Јермени су градитељи пре свих применили тлоцрт који је подразумевао средишњу куполу над четвртастом основом. Модел који су касније многи понављали (византијска уметност, исламска уметност и архитектура, и друге). Куполу, подигнуту на кружном или многоугаоном тамбуру, често подупиру четири четвртаста стуба који су такође смештени у унутрашњости и надсвођени луковима и нишама. Тлоцрти неких грађевина прилично су сложени; нпр. у црквама с тлоцртом у облику грчког крста кракови се завршавају апсидом, а између кракова се налазе угаоне нише.
Широм Јерменије, али и северног Ирана, западне Турске, Грузије и источног Азербејџана, сусрећемо цркве с правоугаоним и многоугаоним тлоцтом, као и цркве с куполом, а има и утврђених манастирских комплекса (као што су рушевине Анија, старе јерменске престонице).
Украси су већином исклесани у камену, каткада су то интарзије изведене у стилу који обједињује персијске, арапске, сиријске и византијске елементе. Јерменска архитектура је оставила трајан утицај на касније стилове у кавкаском подручју. Тако су бројни заштићени УНЕСКО-ви споменици светске баштине у Јерменији:
- Манастир Хагпат и Санахин
- Манастир Гегард и горњи део долине реке Азат
- Катедрала и цркве Ечмијадзина и археолошки локалитет Звартноц

А на приступној листи заштићених споменика налазе се:
- Град Двин - археолошка локација
- Базилика и археолошка локација града Јерероука
- Манастир Нораванк у горњем делу долине Амагоу
- Манастир Татев и Татеви Анапат као и околна долина Воротан

Посебан облик старојерменске скулптуре представљају велике надгробне камене стеле с уклесаним крстом у плитком рељефу, али с богатом орнаменталном декорацијом – тзв. хачкари. Они су се очували и током монголске и турске окупације, дубоко у 19. век.